# Ruta 37 (Bolivien)
Die Ruta 37 ist eine Nationalstraße im südamerikanischen Andenstaat Bolivien.

## Streckenführung
Die Straße hat eine Länge von 38 Kilometern und verläuft im Zentrum des Landes im Tiefland vor den bolivianischen Voranden-Ketten.
Die Ruta 37 verläuft von Südosten nach Nordwesten im westlichen Teil des Departamento Santa Cruz. Die Straße beginnt bei der Stadt Mineros als Abzweig der Ruta 10 und führt in nordwestlicher Richtung über die Ortschaft Las Marotas zur Ortschaft Villa Rosario an der Ruta 35, die nach Westen weiter zur Stadt Yapacaní führt.
Die Ruta 37 ist in ihrer gesamten Länge nicht asphaltiert, sondern unbefestigte Schotter- und Erdpiste.

## Geschichte
Die Straße ist mit Ley 3215 vom 30. September 2005 zum Bestandteil des bolivianischen Nationalstraßennetzes Red Vial Fundamental erklärt worden.

## Streckenabschnitte im Departamento Santa Cruz

### Provinz Obispo Santistevan – Municipio Mineros
- km 000: Mineros
- km 007: Las Marotas

### Provinz Obispo Santistevan – Municipio San Pedro
- km 038: Villa Rosario